# Rógvi Jacobsen
Rógvi Jacobsen (Klaksvik, Islas Feroe; 5 de marzo de 1979) es un exfutbolista de las Islas Feroe que jugaba en la posición de delantero.

## Carrera

### Club
| Periodo   | Club            |
| --------- | --------------- |
| 1996–2000 | KÍ Klaksvík     |
| 2001–2004 | HB Tórshavn     |
| 2005      | KR Reykjavík    |
| 2005–2006 | SønderjyskE     |
| 2006      | KR Reykjavík    |
| 2006–2007 | HB Tórshavn     |
| 2008      | IL Hødd         |
| 2008      | KÍ Klaksvík     |
| 2009–2010 | ÍF Fuglafjørður |

### Selección nacional
Jacobsen debutó con Islas Feroe en agosto de 1999 en un partido amistoso ante Islandia. Es recordado por anotar el gol en la derrota en casa por 1–2 ante el campeón mundial Italia. El 21 de noviembre de 2007 anotó su décimo gol con la selección en la derrota por 1–3 de visita ante Italia, rompiendo el récord que tenía Todi Jónsson, y ser el goleador histórico con la selección nacional. Jugó 53 partidos y anotó 10 goles con la selección nacional hasta su retiro de la selección en 2009.

#### Goles con la Selección
| #  | Fecha      | Sede                                               | Rival    | Gol | Resultado | Torneo                      |
| -- | ---------- | -------------------------------------------------- | -------- | --- | --------- | --------------------------- |
| 1  | 10-2-2002  | Tsirion Stadium, Limassol, Chipre                  | Polonia  | 1–1 | 1–2       | Amistoso                    |
| 2  | 7-6-2003   | Laugardalsvöllur, Reykjavík, Islandia              | Islandia | 1–1 | 1–2       | Clasificación Eurocopa 2004 |
| 3  | 20-8-2003  | Tórsvøllur, Tórshavn, Islas Feroe                  | Islandia | 1–1 | 1–2       | Clasificación Eurocopa 2004 |
| 4  | 18-8-2004  | Svangaskarð, Toftir, Islas Feroe                   | Malta    | 2–0 | 3–2       | Amistoso                    |
| 5  | 9-10-2004  | GSP Stadium, Nicosia, Chipre                       | Chipre   | 2–1 | 2–2       | Clasificación Mundial 2006  |
| 6  | 5-6-2005   | Svangaskarð, Toftir, Islas Feroe                   | Suiza    | 1–1 | 1–3       | Clasificación Mundial 2006  |
| 7  | 28-3-2007  | Boris Paichadze Stadium, Tbilisi, Georgia          | Georgia  | 1–2 | 1–3       | Clasificación Eurocopa 2008 |
| 8  | 2-6-2007   | Tórsvøllur, Tórshavn, Islas Feroe                  | Italia   | 1–2 | 1–2       | Clasificación Eurocopa 2008 |
| 9  | 12-9-2007  | S. Darius and S. Girėnas Stadium, Kaunas, Lituania | Lituania | 1–2 | 1–2       | Clasificación Eurocopa 2008 |
| 10 | 21-11-2007 | Stadio Alberto Braglia, Modena, Italia             | Italia   | 1–3 | 1–3       | Clasificación Eurocopa 2008 |

## Logros
- Copa de la Liga de Islandia

KR Reykjavík: 2005